# NewsBlur
 (février 2018).
Si vous disposez d'ouvrages ou d'articles de référence ou si vous connaissez des sites web de qualité traitant du thème abordé ici, merci de compléter l'article en donnant les références utiles à sa vérifiabilité et en les liant à la section « Notes et références ».
NewsBlur est une société américaine de logiciels basée à New York et San Francisco. 
Elle propose un agrégateur de flux RSS en ligne accessible à la fois en ligne et via une application mobile open-source gratuite pour la lecture hors ligne. De plus, l'application NewsBlur est disponible et publié sous licence MIT. L'accès au service est gratuit pour un maximum de 64 sites ; l'accès illimité est disponible moyennant un abonnement annuel.
L'entreprise a été fondée en 2009 par Samuel Clay. En mars 2013, à la suite de l'annonce par Google de la fermeture de son agrégateur Google Reader, la base d'abonnés de NewsBlur est immédiatement passée d'environ 1 500 utilisateurs à plus de 60 000,.